# Arojärvi
Arojärvi är en sjö i kommunen Salla i landskapet Lappland i Finland. Arean är 39 hektar och strandlinjen är 3,81 kilometer lång. Sjön  ingår i Kemi älvs huvudavrinningsområde.   Den ligger omkring 100 kilometer öster om Rovaniemi och omkring 750 kilometer norr om Helsingfors. 